# Distrito de Villa María del Triunfo
El distrito de Villa María del Triunfo es uno de los cuarenta y tres distritos que conforman la provincia de Lima, ubicada en el departamento homónimo, en el Perú. Limita al norte, con el distrito de La Molina; al este, con el distrito de Pachacámac; al sur, con el distrito de Lurín; y al oeste, con los distritos de Villa El Salvador y San Juan de Miraflores. 
Según su ingreso per capital del hogar, el distrito está conformado por familias de nivel socioeconómico medio, medio bajo y bajo. Asimismo, es uno de los distritos más poblados del país.

## Historia
Antes de la creación del distrito, dos importantes núcleos humanos se habían formado en lo que actualmente es Villa María del Triunfo, Tablada de Lurín y Villa Poeta José Gálvez Barrenechea.
Posteriormente, nace la inquietud de un grupo de personas pertenecientes a la Sociedad de Obreros del Sagrado Corazón de Jesús del distrito de Surquillo, quienes se encontraban en una situación de vida deplorable; por lo que, no dudaron en fundar la Sociedad El Triunfo de la Restauración, orientada al descubrimiento de terrenos eriazos para la construcción de viviendas.
Para ello, sus integrantes nombran una Comisión de Exploración, y se dividen en dos grupos que parten desde Surquillo, el 4 de agosto de 1949, dirigiéndose hacia el sur. El primero de ellos, recorre las haciendas de Higuereta y La Calera; mientras que, el segundo, hace lo propio por el distrito de Santiago de Surco hasta el kilómetro 20 de Quebrada Honda, donde finalmente se instalaron.
Después de otras tentativas, el 6 de agosto de 1949, casi la totalidad de las familias de la Sociedad de Obreros del Sagrado Corazón de Jesús se trasladan en el Ferrocarril Lima - Lurín hasta Quebrada Honda, para luego proclamar con el izamiento de banderas la posesión sobre esas tierras. Por lo tanto, fundaron la Asociación de Vivienda Nueva Esperanza, comprendido dentro de su jurisdicción, entre los kilómetros 20 y 23 de la carretera a Atocongo. Sin embargo, como consecuencia de explosivas migraciones, 70 familias de modesta situación económica procedentes de Piñonate, Mendocita y Matute, invadieron la zona de Quebrada Honda. Esto provocó, que se unieran al grupo de pobladores de Nueva Esperanza que recién se instalaban.
Al comprobar que el área resultaba pequeña para albergarlos a todos, un grupo de asociados decide tomar posesión de una quebrada contigua, en los kilómetros 16 y 19 de la carretera a Atocongo, ya que les resultaba más amplia y accesible a la ciudad de Lima.
El lugar, propiedad de pastores que habían utilizado los recursos naturales de la zona desde 1919, fue ocupado por los pobladores en mención, quienes acuerdan cambiar el nombre de "La Esperanza" por "El Triunfo", adquiriendo personería jurídica, el 1 de octubre de 1956 (folio 15, tomo 04, Registros de Asociaciones de Lima).
El 8 de agosto de 1960, un grupo de pobladores fue desalojado de la ribera del río Rímac para construir el puente Santa Rosa, en la avenida Tacna. Por pedido de la primera dama, María Delgado Romero, fueron reubicados en la antigua zona de tiro del ejército al pie del cerro Vigía y las lomas aledañas, a los que también se unieron familias del barrio de Surquillo.

### Creación del distrito
Posteriormente, como muestra de gratitud, los fundadores optan por agregar el nombre de la primera dama, María Delgado Romero, por el apoyo a la creación del distrito. Es así, que el 28 de diciembre de 1961, mediante Decreto Ley N.° 13796, se crea el distrito de Villa María del Triunfo, el cual se segrega de los distritos de Santiago de Surco y Lurín. El distrito de Villa María del Triunfo, en ese entonces, limitaba al norte, con los distritos de Santiago de Surco y La Molina; al este, con el distrito de Pachacámac; al sur, con el distrito de Lurín; al suroeste, con el océano Pacífico; y al oeste, con el distrito de Chorrillos y nuevamente con el distrito de Santiago de Surco.

### Recorte territorial
En su momento, abarcó los centros poblados de Ciudad de Dios y Atocongo; sin embargo, en 1965, perdería estos anexos con la creación del distrito de San Juan de Miraflores. Asimismo, cuando llegó a tener salida al mar, fue por medio de las playas Conchán y Venecia; no obstante, también lo perdería años después con la creación del distrito de Villa El Salvador.  
Actualmente, el distrito está integrado por siete zonas definidas: José Carlos Mariátegui, Cercado, Inca Pachacútec, Nueva Esperanza, Tablada de Lurín, José Gálvez Barrenechea y Nuevo Milenio.

## Geografía y límites distritales

### Ubicación
El distrito de Villa María del Triunfo está ubicado en Lima Sur. Cuenta con una extensión de 70.62 km² y su altitud media es de 158 m s.n.m. 

### Límites
Limita al norte, con el distrito de La Molina; al este, con el distrito de Pachacámac; al sur, con el distrito de Lurín; y al oeste, con los distritos de Villa El Salvador y San Juan de Miraflores.
| Noroeste: Distrito de San Juan de Miraflores                              | Norte: Distrito de La Molina | Nordeste: Distrito de Pachacámac |
| Oeste: Distrito de San Juan de Miraflores / Distrito de Villa El Salvador |                              | Este: Distrito de Pachacámac     |
| Suroeste: Distrito de Villa El Salvador                                   | Sur: Distrito de Lurín       | Sureste: Distrito de Lurín       |

## Autoridades

### Municipales
| Cargo    | Autoridad electa                   | Partido político | Partido político         |
| -------- | ---------------------------------- | ---------------- | ------------------------ |
| Alcalde  | Eloy Chávez Hernández              |                  | Alianza para el Progreso |
| Regidora | Cendi Yñigo Peralta                |                  | Alianza para el Progreso |
| Regidora | Mayra Fiorella Avendaño Ramos      |                  | Alianza para el Progreso |
| Regidor  | Óscar Angelo Zúñiga Bello          |                  | Alianza para el Progreso |
| Regidora | Yeni Velásquez Pérez               |                  | Alianza para el Progreso |
| Regidor  | Alonso Demetrio Llacchua Velázquez |                  | Alianza para el Progreso |
| Regidora | Mayra Alejandra Joya Sumary        |                  | Alianza para el Progreso |
| Regidor  | Ronal Ramírez Maluquis             |                  | Alianza para el Progreso |
| Regidor  | Miller Jesús Carhuamaca Monyoy     |                  | Alianza para el Progreso |
| Regidora | Lucina Cubas Mondragon             |                  | Somos Perú               |
| Regidor  | Cresencio Gonzales Ccapcha         |                  | Somos Perú               |
| Regidor  | Lennin Iván Sánchez Ortíz          |                  | Renovación Popular       |
| Regidor  | Jorge Antonio Paredes Cuenca       |                  | Renovación Popular       |
| Regidora | Rita Gladys Rojas Pumacayo         |                  | Podemos Perú             |

### Comisarías de Villa María del Triunfo
- Comisaría PNP José Carlos Mariátegui
- Comisaría PNP Nueva Esperanza
- Comisaría PNP José Gálvez
- Comisaría PNP Tablada de Lurín
- Comisaría PNP Nuevo Milenio
- Comisaría PNP Villa María del Triunfo

## Festividades
- Cada segundo domingo de junio, se celebra la fiesta del patrón de Villa María, San Antonio de Padua.
- Cada 30 de agosto, se celebra la fiesta de Santa Rosa de Lima, y a la vez, el Día de la Guardia Civil, de la primera zona de Hogar Policial.
- Cada 28 de diciembre, se celebra el aniversario del distrito.
- Cada tercera semana de enero, se celebra el día de la zona de José Gálvez Barrenechea, en el Parque de La Bandera del mismo lugar, paradero 4.
- Cada 26 de noviembre, se celebra el aniversario de la urbanización Nueva Esperanza, en la plaza de armas de la zona, paradero 4 1/2.

## Atractivos turísticos

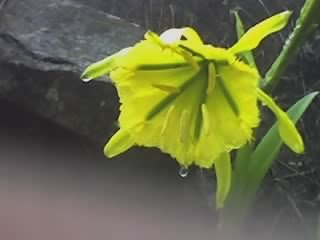
Amancay, flor típica de las lomas de Lima.

En el territorio de Villa María del Triunfo, se alzaba uno de los sistemas de lomas más grandes de Lima, que según el maestro, Daniel López Mazzotti, se extendía desde Pamplona hasta Pachacámac (Lomas de Lúcumo), conocido antaño como "Lomas de Atocongo". Actualmente, este sistema se ha reducido y queda encerrado en lo que hoy se conoce como "Lomas de Villa María" o "Lomas de Paraíso", con varios intentos de ser transformado en un área de conservación, a fin de convertirlo en refugio de la flora y fauna silvestre (vizcachas, lechuzas, zorros, águilas, etc.).
Entre otros atractivos turísticos del distrito, resalta el Parque Zonal de Villa María del Triunfo llamado “Flor de Amancaes”, se encuentra en el cruce de las avenidas Los Incas y 27 de Diciembre. Cuenta con importantes áreas como una biblioteca, un mirador, zonas para paseos en bicicleta, áreas para acampar, polideportivos, un anfiteatro, entre otros recursos pensados para el ocio y el turismo.
Asimismo, en el distrito se encuentra el colchón de nubes conocido como "Apu Siqay", el cual se ha convertido en un lugar muy visitado por los ciclistas y el público general durante la temporada de invierno, que es donde se puede apreciar el evento natural.
En la zona de Tablada de Lurín, se encuentra el Zona Arqueológica de Tablada de Lurín, el único cementerio prehistórico del Perú intacto, donde se realizan investigaciones y estudios del mismo.
En la zona de Nueva Esperanza, se encuentra el "Cementerio Virgen de Lourdes", conocido popularmente como Cementerio Nueva Esperanza. Con sus 60 hectáreas, es el segundo cementerio más grande del Perú, está ubicado a la altura del paradero 11 de la avenida 26 de Noviembre. En lo alto de sus cerros, posee hermosas lomas, las cuales se enverdecen en invierno. Adicionalmente, como vecino, tiene a la Empresa UNACEM (Cementos Lima - Unión Nacional de Cementos), ubicado en el histórico Campamento Atocongo. 
Posteriormente, en 2016, se inauguró el primer centro comercial del distrito, bajo la mano de Real Plaza. Cuenta con un supermercado Plaza Vea, una tienda de mejoramiento del hogar Promart, una tienda por departamento Oechsle, una cadena de cines Cineplanet, un gimnasio Smart Fit, un restaurante Norky's y un patio de comidas. 

## Transporte
En el transporte los más usados son:
- Ómnibus
- Taxi
- Metro
- Combi
- Mototaxi

### Línea 1 del Metro de Lima
La línea 1 del Metro de Lima y Callao pasa por este distrito, contando con las siguientes estaciones:
- Estación María Auxiliadora: ubicada en el cruce de la avenida Pachacútec con el jirón Angamos.
- Estación Villa María: ubicada en el cruce de las avenidas Pachacútec y El Sol.
- Estación Pumacahua: ubicada en el cruce de la avenida La Unión con las calles Pedro Ruiz Gallo y Capitán Elías Aguirre.

## Educación
El distrito cuenta diversas instituciones educativas, como:
- I.E.P San Ignacio
- I.E.P Cristóbal Colon
- I.E.P Liceo Santa Marta
- Corporación Educativa Colegio Marianista
- I.E Emblemática Juan Guerrero Quimper
- I.E 7073 Santa Rosa de Lima
- I.E Mariscal Eloy Gaspar Ureta
- I.E 6032 Miguel Grau Seminario
- I.E Túpac Amaru
- I.E 6033 Belén
- I.E 7054 Villa María del Triunfo
- I.E 6022 La Inmaculada
- I.E 7055 Túpac Amaru II
- I.E Mariano Melgar
- I.E José María Arguedas
- I.E 6057 Virgen de Lourdes
- I.E 6059 Sagrado Corazón de Jesús
- I.E Julio César Tello
- I.E Jorge Basadre
- I.E Manuel Scorza Torres
- I.E San Martín de Porres
- I.E.P Cristo Amigo
- I.E Coronel Juan Valer Sandoval
- I.E Stella Maris
- I.E Sob.Orden Militar de Malta
- I.E Jorge Bernales Salas
- I.E.P.José María Arguedas
- I.E Villa Limatambo
- I.E José Olaya Balandra
- I.E Nuevo Progreso
- I.E Matsu Utsumi
- I.E Fe y Alegría N° 23
- I.E Fe y Alegría N° 24
- I.E 6056 Santa Rosa Alta
- I.E José Carlos Mariategui
- I.E República del Ecuador
- I.E. N° 6014
- I.E.P María de los Ángeles
- I.E.P Nazareno
- I.E.P San Antonio de Padua Presbítero
- I.E.P Prolog
- I.E.P Matter Purísima
- I.E.P Nuestro Salvador "Carmelitas"
- I.E.P La Alborada
- I.E.P El redentor
- I.E.P. Virgen de las Mercedes School
- I.E. 6152 Stella Maris
- I.E.P Santa Ana
- I.E.P Hendrik Antoon Lorentz
- I.E.P Marco Polo
- I.E.P Ángeles de Jesús
- I.E.P Continental
- I.E.P Santa María de los Andes
- I.E.P Ingeniería De Carmelitas
- I.E.Pq María Milagrosa
- I.E.P Maria Browm MSC
- I.E.P Emblemática Salamanca
- I.E.P Magíster
- I.E.P 7088 Geronimo Cafferata Marazzi
- I.E.P Christian Barnard.
- I.E.P Latinoamericano
- I.E.P Marianista
- I.E.P Leonard Euler
- I.E.P Galeno Lima Sur
- I.E.P Villa María
- I.E Mariscal Andrés Avelino Cáceres
- I.E.P Friedrich Wohler
- I.E.P Villa Esperanza
- I.E.P Las Maravillas del Perú